# Lĩnh Toại
Lĩnh Toại là một xã thuộc tỉnh Thanh Hóa, Việt Nam.
Xã Lĩnh Toại (mới) được thành lập ngày 16 tháng 6 năm 2025 theo Nghị quyết số 1686/NQ-UBTVQH15  của Ủy ban Thường vụ Quốc hội  trên cơ sở sáp nhập  toàn bộ diện tích tự nhiên, quy mô dân số của các xã Hà Hải, Hà Châu, Thái Lai và Lĩnh Toại thuộc huyện Hà Trung, tỉnh Thanh Hóa . Xã này chính thức hoạt động từ ngày 01 tháng 7 năm 2025.

## Địa lý
Xã Lĩnh Toại nằm ở phía đông nam huyện Hà Trung, có vị trí địa lý:
- Phía đông giáp huyện Nga Sơn
- Phía tây giáp xã Yến Sơn
- Phía nam giáp huyện Hậu Lộc
- Phía bắc giáp xã Hà Hải và xã Hà Thái.

Xã Lĩnh Toại có diện tích 6,02 km², dân số năm 2018 là 4.245 người, mật độ dân số đạt 705 người/km².

## Hành chính
Xã Lĩnh Toại được chia thành 7 thôn: Bang Thôn, Chế Thôn, Cụ Thôn, Đại Sơn, Đại Thắng, Độ Thôn, Thanh Hà.

## Lịch sử
Sau Cách mạng Tháng Tám năm 1945, Lĩnh Toại là một xã thuộc huyện Hà Trung. Năm 1954, xã Lĩnh Toại chia thành ba xã Hà Hải, Hà Phú và Hà Toại.
Đến năm 2018, xã Hà Toại có diện tích 2,93 km², dân số là 1.560 người, mật độ dân số đạt 532 người/km². Xã Hà Phú có diện tích 3,09 km², dân số là 2.685 người, mật độ dân số đạt 869 người/km².
Ngày 16 tháng 10 năm 2019, Ủy ban Thường vụ Quốc hội ban hành Nghị quyết số 786/NQ-UBTVQH14 về việc sắp xếp các đơn vị hành chính cấp xã thuộc tỉnh Thanh Hóa (nghị quyết có hiệu lực từ ngày 1 tháng 12 năm 2019). Theo đó, sáp nhập toàn bộ diện tích và dân số của xã Hà Phú và xã Hà Toại thành xã Lĩnh Toại.
Từ xa xưa trên địa bàn xã Lĩnh Toại có tuyến kênh Nhà Lê nối từ  kinh đô Hoa Lư đến Đèo Ngang đi qua, là tuyến đường thủy đầu tiên trong lịch sử Việt Nam và được coi là tuyến đường Hồ Chí Minh trên sông vì những đóng góp cho các cuộc chiến tranh của người Việt (hiện là một đoạn của sông Hoạt theo tên gọi địa phương).